# 北支事件特別税
北支事件特別税（ほくしじへんとくべつぜい）は、北支事件特別税法（昭和12年法律第66号）で規定された特別税である。北支事件特別税法は、支那事変特別税法（昭和13年法律第51号）によって廃止された。

## 概要
盧溝橋事件からの日中戦争の経費のために1937年（昭和12年）8月、第71回議会で新設された臨時税である。
「支那事変」費として予備金1000万円の支出に次いで、上述議会第一号追加予算として9600万円、さらに第四号追加予算として4億1000万円が成立したが、その全額を公債でまかなうのは適当でないとされ、うち約1億円はこの税によることとなった。

## 課税内容
次の5種の税からなっている。
1. 所得特別税 - 所得税納税者から徴収し、臨時租税増徴法（昭和12年3月30日法律第3号）による増徴額が加えられた納税額に対し、第一種所得税は10/100、第二種所得税（国債利子を除く）は5/100、第三種所得税は 7.5/100を徴収する。
2. 臨時利得特別税 - 臨時租税増徴法による増徴額が加えられた臨時利得税納税額の15/100を同納税者（法人も個人も同率）から納付させる。
3. 利益配当特別税 - 法人から年7%以上の利益配当を受ける者から7%を超える金額の10/100が徴される税で、源泉課税の方法による。
4. 公債及社債利子特別税 - 源泉課税の方法によるが、国債については年利率4%、その他公社債については年利率4.5%を超える利子額の10/100を納付させる。
5. 物品特別税 - 娯楽品または奢侈品と目される物品に課される消費税である（のちに物品税と改められ、課税品目が増加され生活日常品にまで拡大され、第三種が新設された）。

物品は2種に分かれ、第一種はダイヤモンド、ルビー、水晶、真珠のような貴石、半貴石を用いられて製された製品、金、銀、白金のような貴金属製品または貴金属を用いられた製品、鼈甲製品、珊瑚製品など。
第二種は写真機、写真引伸機、映写機およびその部分品、付属品、写真用乾板、フィルム、感光紙、蓄音機およびその部分品、レコード、楽器およびその部分品である。
第一種は小売業者から消費者に売られる時、第二種は製造場から引き取る時に課税され、税率は両種ともにその価格の20%である。
これら物品の輸入品にも同様に課税された。